# مالك أخميس
مالك أخميس ممثل مغربي من مواليد مدينة الدار البيضاء. شارك في عدة أفلام ومسلسلات مغربية.

## أعماله[2][3][4]
- الجاهلية (2018)
- رضاة الوالدة (2017)
- في بلاد العجائب (2017)
- البحر من ورائكم(2014)

## روابط خارجية
- مالك أخميس على موقع IMDb (الإنجليزية)
- مالك أخميس على موقع قاعدة بيانات الأفلام العربية
- مالك أخميس على موقع ألو سيني (الفرنسية)
- مالك أخميس على موقع قاعدة بيانات الفيلم (الإنجليزية)